# Société d'archéologie et de numismatique de Montréal
La Société d'archéologie et de numismatique de Montréal (SANM) est des plus anciennes institutions canadiennes à œuvrer à la mise en valeur et à la sauvegarde du patrimoine. 
Elle est fondée à Montréal en 1862, par un groupe de montréalais ayant à leur tête Adélard Joseph Boucher et Stanley Clark Bagg. Dans le but de promouvoir l'étude de la numismatique, ils fondent donc dans un premier temps la Société de Numismatique de Montréal. Très rapidement cependant, on élargit le cadre des activités de la société, donnant une plus large part aux études archéologiques.

## Histoire

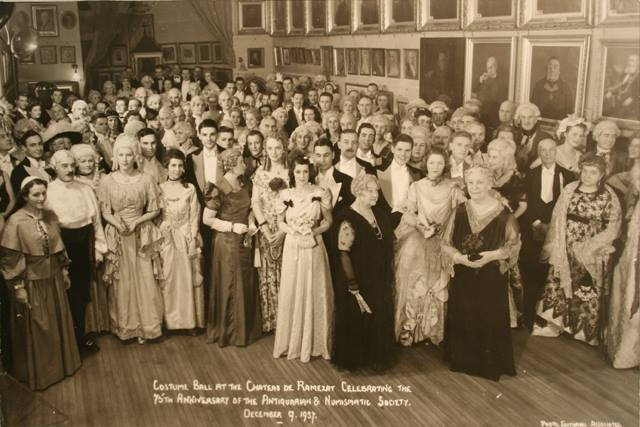
Bal du 75^{e} anniversaire de la Société au Château Ramezay en 1937

À la manière des sociétés savantes et des sociétés historiques américaines du XIXe siècle, le conseil et les membres de la SANM dirigent ou participent à des fouilles archéologiques. Soucieuse d'informer, de diffuser son message et le résultat de ses recherches, la Société publie, à partir de 1872, le Canadian Antiquarian and Numismatic Journal. La revue paraîtra, irrégulièrement à certaines périodes, durant 60 ans. En 1895, la Société installe son musée dans le Château Ramezay, alors menacé de démolition. 
La crise économique, suivie de la Seconde Guerre mondiale, affecte sérieusement les activités de la Société, et tous les efforts sont faits pour que le musée du Château Ramezay reste ouvert au public. Les années 1940 et 50 sont plutôt sombres pour le patrimoine montréalais. Au cours des années 60, la conjoncture s'améliore cependant. Grâce au mécène David M. Stewart, féru d'histoire et de patrimoine et membre de la SANM pendant plus de vingt ans, on entreprend la restauration complète du musée et des plus belles pièces de sa collection, tout en augmentant celle-ci par de nombreuses acquisitions.
Le fonds d'archives de la Société d'archéologie et de numismatique de Montréal est conservé au centre d'archives de Montréal de Bibliothèque et Archives nationales du Québec.